# CI Games
CI Games S.A., anteriormente City Interactive S.A., es una editora internacional polaca y desarrolladora de juegos de ordenador y video para diversas plataformas, incluyendo Xbox 360, PlayStation 3, Wii y Nintendo DS. La compañía fue creada en 2002 al combinar la editorial Lemon Interactive con dos estudios de desarrollo de juegos de ordenador.
La sede de CI Games se encuentra en Varsovia, y la compañía ha abierto estudios en Rzeszów, Katowice, Bydgoszcz, Poznań, Polonia y más recientemente en Bucarest, Rumania, así como oficinas en Alemania, Reino Unido y Estados Unidos .
El desarrollador es conocido por crear la serie Sniper: Ghost Warrior y Lords of the Fallen.

## Lista de juegos

### Juegos publicados como Lemon Interactive
- Aces of World War I
- Nina: Agent Chronicles (also known as Nina: Global Terrorism Strike Force)
- Project Earth: Starmageddon

### Juegos desarrollados y publicados
- Alien Rage (formerly Alien Fear)
- Aquatica: The Sunken City
- Armed Forces Corp.
- Art of Murder 3: Cards of Destiny
- Art of Murder: Deadly Secrets
- Art of Murder 1: FBI Confidential
- Art of Murder 2: Hunt for the Puppeteer
- Art of Murder: The Secret Files
- Battlestrike: Force of Resistance (released as Mortyr III in Eastern Europe)
- Battlestrike: Road to Berlin (also known as WWII: Battlestrike)
- Battlestrike: Shadow of Stalingrad (also known as Battlestrike: Force of Resistance 2)
- Battlestrike: The Siege
- Beauty Factory
- Brain College: 3 Days ZOO Mystery
- Brain College: Ancient Quest of Saqqarah
- Brain College: Aztec Adventures
- Brain College: Blood Ties
- Brain College: Call of Atlantis
- Brain College: Chinese Temple
- Brain College: Coyote's Tales: Sisters of Fire and Water
- Brain College: El Dorado Quest
- Brain College: Herod's Lost Tomb
- Brain College: Lost City of Z
- Brain College: Magic Bootique
- Brain College: Pharaoh's Mystery
- Brain College: Stoneloops of Jurassica
- Brain College: The Mystery of the Mary Celeste
- Brain College: Tropical Lost Island
- Chicken Riot
- Chronicles of Mystery: Curse of the Ancient Temple
- Chronicles of Mystery: Secret of the Lost Kingdom
- Chronicles of Mystery: The Legend of the Sacred Treasure
- Chronicles of Mystery: The Scorpio Ritual
- Chronicles of Mystery: The Secret Tree of Life
- Code of Honor: The French Foreign Legion
- Code of Honor 2: Conspiracy Island
- Code of Honor 3: Desperate Measures
- Combat Wings
- Combat Wings: Battle of Britain
- Combat Wings: Battle of the Pacific
- Combat Wings: Great Battles of WWII (also known as Dogfight 1942)
- Combat Zone: Special Forces
- Cooking Academy
- Cooking Academy 2
- Crime Lab: Body of Evidence
- Enemy Front
- Farm Frenzy
- I Love Beauty: Hollywood Makeover
- I love Beauty: Make Up Studio
- Jade Rousseau: The Fall of Sant Antonio
- Jet Storm: Modern Dogfights (also known as Jetfighter 2015)
- Jewels of Atlantis
- Jewels of Sahara
- Jewels of the Ages
- Jewels of Tropical Lost Island
- Logic Machines
- Lords of the Fallen
- Murder in Venice
- Operation Thunderstorm (also known as Mortyr IV: Operation Thunderstorm)
- Party Designer
- Project Freedom (also known as Space Interceptor and Starmageddon 2)
- Redneck Kentucky and the Next Generation Chickens
- SAS: Secure Tomorrow
- Shutter Island
- Smash Up Derby
- Sniper: Art of Victory
- Sniper: Ghost Warrior
- Sniper: Ghost Warrior 2
- Sniper: Ghost Warrior 3
- Sushi Academy
- Tank Combat
- The Chickenator
- The Hell in Vietnam
- The Royal Marines Commando
- Terrorist Takedown
- Terrorist Takedown: Covert Operations
- Terrorist Takedown: Payback
- Terrorist Takedown: War in Colombia
- Terrorist Takedown 2
- Terrorist Takedown 3
- Vampire Moon: The Mystery of the Hidden Sun
- Wings of Honour
- Wings of Honour: Battles of the Red Baron
- Wolfschanze II
- WWII: Pacific Heroes

### Juegos publicados
Nota: La mayoría de estos títulos fueron publicados por City Interactive sólo en Europa del Este. Para otros territorios, diferentes editores estuvieron involucrados. City Interactive no era una editorial mundial antes del lanzamiento de Sniper: Ghost Warrior.
- Aggression: Reign Over Europe
- Airborne Troops (desarrollado por Widescreen Games)
- Alarm for Cobra 11: Crash Time II (desarrollado por Synetic)
- Alcatraz (desarrollado por Silden) (not to be confused with the Infogrames game of the same name)
- Alpha Black Zero (originalmente publicado por Playlogic)
- America's Secret Operations (desarrollado por Direct Action Games, originally published as Combat: Task Force 121 by Groove Games)
- America's Secret Operations: Close Conflict (desarrollado por Direct Action Games, originally published as Close Quarters Conflict by Groove Games)
- Apassionata
- Battlestrike: Call to Victory (desarrollado por Jarhead Games, originally published as World War II Sniper: Call To Victory by Groove Games)
- Battlestrike: Secret Weapons (desarrollado por Direct Action Games, originally published as World War II Combat: Road To Berlin by Groove Games)
- Bet On Soldier: Black-Out Saigon, a stand-alone expansion for Bet On Soldier: Blood Sport (desarrollado por Kylotonn, originalmente publicado por Frogster Interactive)
- Bet On Soldier: Blood of Sahara, an stand-alone expansion for Bet On Soldier: Blood Sport (desarrollado por Kylotonn, originalmente publicado por Frogster Interactive)
- BreakQuest (retail boxed Version only, desarrollado por Nurium Games)
- Dark Sector (PC port, desarrollado por Digital Extremes)
- Dusk 12: Deadly Zone (desarrollado por Orion Games)
- Farm Frenzy (Nintendo DS Port) (desarrollado por Alawar Entertainment)
- Gene Troopers (originalmente publicado por Playlogic)
- Golden Age of Racing (originalmente publicado por Midas Interactive)
- GT-R 400 (originalmente publicado por Midas Interactive)
- Heat Wave (desarrollado por Nemesys Games)
- Hidden Target (desarrollado por Gingerbread Studios, also known as Jonathan Kane: The Protector and The Mark 2)
- Overspeed: High Performance Street Racing (desarrollado por Invictus Games, originalmente publicado como LA Street Racing por Groove Games)
- Made Man (originalmente publicado por Aspyr)
- Marine Heavy Gunner: Vietnam (desarrollado por Brainbox Games, originalmente publicado por Groove Games)
- Marine Sharpshooter 3 (desarrollado por Jarhead Games, originalmente publicado por Groove Games)
- Marine Sharpshooter 4 (desarrollado por Jarhead Games, originalmente publicado por Groove Games)
- MotorM4X: Offroad Extreme (desarrollado por The Easy Company)
- Pirate Hunter (desarrollado por ND games and D10 Soft)
- Pyroblazer (desarrollado por Candella Studios and Eipix)
- Red Ocean (desarrollado por Collision Studios, originalmente publicado por DTP Entertainment)
- RTL Biathlon 2009
- RTL Winter Sports 2009
- Saw (originalmente publicado por Konami)
- SCAR (Squadra Corse Alfa Romeo)
- Sniper: Path of Vengeance (originalmente publicado por Xicat Interactive)
- Specnaz 2 (desarrollado por BYTE Software)
- Spy Hunter: Nowhere to Run (originalmente publicado por Midway Games)
- Street Racer: Europe
- Terrorist Takedown: Conflict in Mogadishu (desarrollado por Jarhead Games, originally published as Army Ranger: Mogadishu by Groove Games)
- The Heat of War (desarrollado por Direct Action Games, originally published as World War II Combat: Iwo Jima by Groove Games)
- The History Channel: Great Battles of Rome
- The Stalin Subway 2 (desarrollado por Orion Games, originalmente publicado por Buka Entertainment)
- TrackMania Turbo: Build to Race (Nintendo DS port)
- Ubersoldier II (desarrollado por Burut Creative Team, also known as "Crimes Of War")
- Wolfschanze 1944 (desarrollado por Calaris)
- World of Goo (Retail boxed version only, desarrollado por 2D Boy)

### Recopilaciones de juegos publicadas
- Best of Action (Airborne Troops, Alpha Black Zero, Gene Troopers)
- Best of Action 2 (Tank Combat, Terrorist Takedown 2, Ubersoldier 2)
- Art of Murder Collection (Art of Murder: FBI Confidential, Art of Murder 2: Hunt for the Puppeteer, Art of Murder 3: Cards of Destiny)
- Modern War Pack (Terrorist Takedown 2, Marine Sharpshooter 4, SAS: Secure Tomorrow)
- Battlestrike: Western and Eastern Front (Battlestrike: Force of Resistance 2, The Royal Marines Commando)
- Sniper Compilation (Sniper: Path of Vengeance, Sniper: Art of Victory)
- Code of Honor Compilation (Code of Honor: French Foreign Legion, Code of Honor 2: Conspiracy Island)
- Terrorist Takedown Trilogy (Terrorist Takedown, Terrorist Takedown: Payback, Terrorist Takedown: Conflict in Mogadishu)
- Terrorist Takedown 2-pack (Terrorist Takedown, Terrorist Takedown: Payback)
- Games for Girls (unknown content)
- Brain College Collection (Brain College: Blood Ties, Brain College: Herod's Lost Tomb, Brain College: Tropical Lost Island)
- Jewels & Marbles Collection (Brain College: Chinese Temple, Brain College: Jewels of Atlantis, Brain College: Aztec Adventure)
- Flight Pack (Combat Wings, Jet Storm: Modern Dogfights, WWII: Pacific Heroes)
- Flight Pack II (Combat Wings: Battle of Britain, Wings of Honour: Battles of the Red Baron, Jet Storm: Modern Dogfights)
- Action Pack (Terrorist Takedown: Conflict in Mogadishu, Battlestrike: Call to Victory, America's Secret Ops)
- Marine Sharpshooter Collection (Marine Sharpshooter 3, Marine Sharpshooter 4)